# Tochigi City Football Club
Maillots
Actualités
Le Tochigi City (栃木シティFC) est un club japonais de football basé à Tochigi dans la préfecture du même nom. Le club évolue en J.League 3.

## Histoire
Crée en 1947 le Hitachi Tochigi Soccer Club termine deuxième de la Kanto Soccer League de la saison 2009, il a été promu à la Japan Football League 2010. Avant sa première saison en JFL, le club a abandonné le préfixe Hitachi dans son nom et a changé la référence au sport de « soccer » à « football » suivant la tendance générale japonaise. À partir de la saison 2019, le club a adopté le nouveau nom de Tochigi City FC.

### Promotion à la JFL
Après des saisons entre promotion et relégation entre la JFL et la Kanto Soccer League, en 2023, le Tochigi City obtient la promotion en JFL lors de la dernière journée de la Kanto Soccer League.

### Promotion en J. League
Le 24 septembre 2024, le Tochigi City a annoncé que le club avait officiellement obtenu une licence de club pro après l'approbation du conseil d'administration de la J.League.
Le 17 novembre 2024, le Tochigi City a remporté le championnat de la JFL 2024 et a été promu en J3 League pour la première fois de son histoire.

## Palmarés
| Compétitions nationales                            | Compétitions internationales |
| - Championnat du Japon de D4 (1) - Champion : 2024 | - Néant                      |

## Joueurs et personnalités du club

### Entraîneurs
Le tableau suivant présente la liste des entraîneurs du club depuis 2007
| Rang | Nom              | Période   |
| ---- | ---------------- | --------- |
| 1    | Makoto Yokohama  | 2007-2012 |
| 2    | Daisuke Ide      | 2012-2013 |
| 3    | Tetsuo Tada      | 2013-2014 |
| 4    | Kazuya Maeda     | 2015      |
| 5    | Yoji Sakai       | 2016-2019 |
| 6    | Yasuyuki Kishino | 2019-2020 |
| 7    | Jeong Yong-dae   | 2019      |
| 8    | Atsushi Nakamura | 2020-2021 |
| 9    | Keiji Takachi    | 2021      |
| 10   | Naoki Imaya      | 2021-     |

### Effectif actuel
Mise à jour le

## Bilan saison par saison
Ce tableau présente les résultats par saison de Tochigi City dans les diverses compétitions nationales et internationales depuis la saison 2023.
| Saison | Championnat | Championnat | Championnat | Championnat | Championnat | Championnat | Championnat | Championnat | Championnat | Championnat | Coupe du Japon | Coupe de la Ligue |
| Saison | Division    | Pos         | Pts         | J           | V           | N           | D           | BP          | BC          | Diff.       | Coupe du Japon | Coupe de la Ligue |
| ------ | ----------- | ----------- | ----------- | ----------- | ----------- | ----------- | ----------- | ----------- | ----------- | ----------- | -------------- | ----------------- |
| 2025   | J3 League   | e           | 0           | 0           | 0           | 0           | 0           | 0           | 0           | 0           | -              | -                 |